# کارین تامماگی
کارین تامماگی (استونیایی: Karin Tammemägi؛ زادهٔ ۴ ژوئن ۱۹۷۵)  سیاستمدار و نماینده مجلس اهل استونی بود.